# Kurt Hirsch
Pour les articles homonymes, voir Hirsch.
Kurt August Hirsch est un mathématicien allemand né en 1906 à Berlin et mort en 1986 à Londres.

## Biographie
Le grand-père paternel de Kurt Hirsch, August Hirsch, médecin et historien de la médecine, était juif, mais avait dû se convertir au christianisme pour accéder à des fonctions universitaires. Il fut un temps recteur de l'université de Berlin. Robert Hirsch, père de Kurt et de ses quatre sœurs aînées, chimiste et propriétaire d'une savonnerie, fit banqueroute et se suicida en 1913. Kurt bénéficia, en mémoire de son grand-père, d'une bourse à l'université de Berlin, où il suivit les enseignements de Bieberbach, von Mises, Schmidt et surtout Schur. Sa thèse porta cependant sur la philosophie des mathématiques, sous la direction de Max Dessoir ; il y étudiait le conflit de 1920 entre Hilbert et Brouwer sur les fondements des mathématiques. Il la soutint en 1930 (Bieberbach faisait partie du jury) mais, marié depuis deux ans et père depuis un an, n'eut pas les moyens de la faire imprimer avant 1933, si bien que ce n'est qu'à cette date que son diplôme fut validé.
Depuis 1928, Hirsch subvenait aux besoins de sa famille en travaillant comme journaliste scientifique mais continuait à faire des mathématiques, en participant à un groupe de travail où il étudia les travaux d'Emmy Noether et lut l'article de Schreier sur le théorème de Jordan-Hölder. Cela lui donna envie d'étudier les groupes résolubles polycycliques (en) (c'est-à-dire dont tout sous-groupe est de type fini).
Il s'était converti au judaïsme, religion de sa femme, et dut émigrer. Il avait des parents éloignés en Angleterre. À son arrivée là-bas en avril 1934, Bernhard Neumann, qui l'avait connu quand ils étaient étudiants à Berlin, vint à sa rencontre, accompagné de Hanna von Caemmerer – la future Hanna Neumann. Il le présenta à Philip Hall, qui encouragea fortement Hirsch dans son projet d'étudier les groupes polycycliques, ce qui le décida à se consacrer aux mathématiques.
Bien qu'ayant déjà un doctorat, Hirsch en passa un second à Cambridge en 1937, sous la direction de Hall. Il fut nommé à Leicester en 1938 mais fut interné en 1940, comme ressortissant d'un pays ennemi, dans un camp de prisonniers de guerre sur l'Île de Man. Il y travailla comme cuisinier (et en conserva toute sa vie un intérêt pour les recettes) mais fut rapidement libéré et retourna à Leicester. Il ne s'intéressait pas qu'aux mathématiques ; ainsi, il fut champion d'échecs du comté de Leicester en 1945-46.
En 1948, Hirsch passa de Leicester au King's College de Newcastle, qui faisait alors partie de l'université de Durham. À Newcastle, il commença à traduire du russe en anglais l'ouvrage Théorie des groupes, de Kurosh, projet sur lequel il allait travailler plusieurs années et à la suite duquel il traduisit du russe d'autres classiques. Il prit une part importante dans la réforme du programme de mathématiques à Newcastle où, de nouveau, il trouva le temps de gagner le championnat d'échecs du comté, en 1950.
En 1951, Hirsch fut affecté au Queen Mary College de l'université de Londres, où il s'établit. Il prenait conseil auprès de Hall dans les nominations d'algébristes et attira beaucoup d'étudiants-chercheurs pour développer une école prospère de théorie des groupes.
Toutes les publications de Hirsch portent sur la théorie des groupes ; outre ses travaux sur les groupes polycycliques — la longueur de Hirsch porte son nom — il publia sur les groupes localement nilpotents (en) (c'est-à-dire dont tout sous-groupe de type fini est nilpotent) et sur les groupes d'automorphismes des groupes abéliens sans torsion.